# Budling
Budling (deutsch Bidlingen) ist eine französische Gemeinde mit 160 Einwohnern (Stand 1. Januar 2022) im Département Moselle in der Region Grand Est (bis 2015 Lothringen). Sie gehört zum Arrondissement Thionville und zum Kanton Metzervisse.

## Geografie
Die Gemeinde Budling liegt in einem Seitental der Canner, etwa 14 Kilometer östlich von Thionville. Zur Gemeinde Budling gehört der Weiler Bousbach (Busbach). Umgeben wird Budling von den Nachbargemeinden  Oudrenne im Norden und Nordosten, Veckring im Südosten und Süden, Buding im Südwesten sowie Inglange im Westen.

## Geschichte
Das Dorf gehört seit 1659 zu Frankreich.
Der Nachbarort Veckring war von 1811 bis 1901 eingemeindet.

### Bevölkerungsentwicklung
| Jahr      | 1962 | 1968 | 1975 | 1982 | 1990 | 1999 | 2007 | 2019 |
| Einwohner | 175  | 162  | 162  | 173  | 158  | 157  | 169  | 167  |